# 한국음주문화연구센터
한국중독연구재단(The Korean Addiction Research Foundation ; KARF 또는 카프)은 천주교서울대교구가 운영하는 알코올 및 기타 중독 관련 예방, 치료, 재활 및 연구사업을 실행하는 비영리공익재단이다. 경기도 고양시 일산동구 백석동 1241에 위치하고 있다.

## 연혁
- 1997년 1월 건전음주문화정착 및 알코올문제 예방 , 치료사업 시행확정 (대한주류공업협회 제1회 임시이사회)
- 1997년 2월 주류소비자보호사업부 신설 및 회비부과기준 의결 (대한주류공업협회 제1회 정기총회)
- 1997년 5월 알코올전문기관 설립 · 운영 마스터플랜 수립 (한국생산성 본부)
- 1997년 9월 주류소비자보호사업 추진 프로젝트 수립 (한국생산성본부)
- 1999년 10월 재단법인 알코올전문기관 설립키로 의결 (대한주류공업협회 제2회 임시이사회/총회)
- 1999년 10월 재단법인 한국음주문화연구센터 설립추진위원회 발족
- 1999년 10월 재단법인 한국음주문화연구센터 설립추진사무국 발족
- 2000년 1월 재단법인 명칭 확정 (제2회 설립추진위원회)
- 2000년 2월 재단법인 한국음주문화연구센터 설립 발기인대회 개최
- 2000년 4월 재단법인 한국음주문화연구센터 설립
- 2001년 7월 한국음주문화연구센터 부설 "서울알코올상담센터" 개소 (위치:마포구 도화동)
- 2001년 8월 연구센터 부지매입 1,785평 (위치 : 고양시 일산구 백석동 소재)
- 2003년 12월 재단 이전
- 2004년 1월 전문의료 인력 선발 (의사3명, 간호사17명)
- 2004년 3월 한국음주문화연구센터 부설 "KARF"병원 개원
- 2004년 11월 카프병원 2대 채영래 병원장 취임
- 2005년 1월 카프 이용센터 개소
- 2005년 1월 남성 거주치료 시설 “감나무 집” 개소
- 2005년 10월 카프병원 3대 김홍곤 병원장 취임
- 2005년 10월 제 3 대 김문환 이사장 취임
- 2006년 1월 여성 거주치료 시설 "향나무 집" 개소
- 2007년 2월 사회복귀시설 "KARF 중간집 " 개소
- 2008년 11월 제 4 대 김남문 이사장 취임
- 2009년 7월 카프병원 4대 이준석 병원장 취임

## 조직

### 상근 감사

#### 사무총장

##### 운영지원본부
- 운영지원팀
- 청사관리팀

##### 기획연구본부
- 연구1팀
- 연구2팀

##### 예방사업본부
- 홍보팀
- 교육팀
- 카프마포상담센터

##### 재활사업본부
- 카프이용센터
- 중간집

## 소속기관
- 카프병원

## 사건·사고 및 논란

### 국세청 낙하산 임원 논란
2012년 2월 20일 공공노동조합 의료연대서울지부 한국음주문화연구센터분회(분회장 정철)에 따르면 한국음주문화연구센터는 이날 서울특별시 서초구 반포동 팔래스호텔에서 열린 이사회에서 전 대구지방국세청장을 이사장으로 선임하려 했으나 이사회에 참관한 조합원들의 반발과 이사진들의 퇴장 등으로 이사장 선출 안건은 부결됐다. 한편, 지난 2000년 국세청 주도로 센터가 설립된 후 법인 이사장과 사무총장은 국세청 퇴직관료가 도맡아 왔다. 김남문 현 이사장도 국세청 퇴직관료 출신이다. 운영비는 주류제조사들이 매년 50억원씩 내는 출연금으로 충당되고 있다.
분회는 국세청의 낙하산 임원으로 인해 이 같은 사태가 발생했다고 보고 있다. 국세청이 한국주류산업협회와 센터 등에 낙하산으로 내려보내는 관행은 매년 국정감사에서 지적되어 왔으며 이에 분회는 2005년부터 국세청의 낙하산 인사를 막기 위해 투쟁을 벌였다. 또한, 이를 관리·감독할 이사회도 제 역할을 못하고 있다. 이사는 이사장의 추천으로 이사회를 거쳐 보건복지부가 최종승인을 하나 출연자들의 이익을 대변하는 자를 이사로 선임해도 구별할 방법이 없어 이사장의 이사회 장악이 가능하다. 보건복지부도 2011년 6월 감사를 통해 "이사 구성이 부적절하다"며 특수관계자 초과인원 교체를 지시했으나 이행되지 않고 있다.
이에 대해 정철 분회장은 “국세청의 낙하산 인사는 공익사업을 위태롭게 하는 것은 물론 주류업계 전체에도 악영향을 끼치고 있다”며 “국세청의 권력을 이용해 공익재단을 말살하고 자신들의 영향력 키우는 데 맞서 낙하산 저지를 위해 끝까지 투쟁하겠다”고 말했다.

## 같이 보기
- 한국주류산업협회